# Nissan Terrano
Nissan Terrano (укр. Ніссан Террано) — декілька самостійних сімейств позашляховиків японської компанії Nissan, виробництво яких почалося в 1986 році.

## Terrano (WD21; 1987—2007)

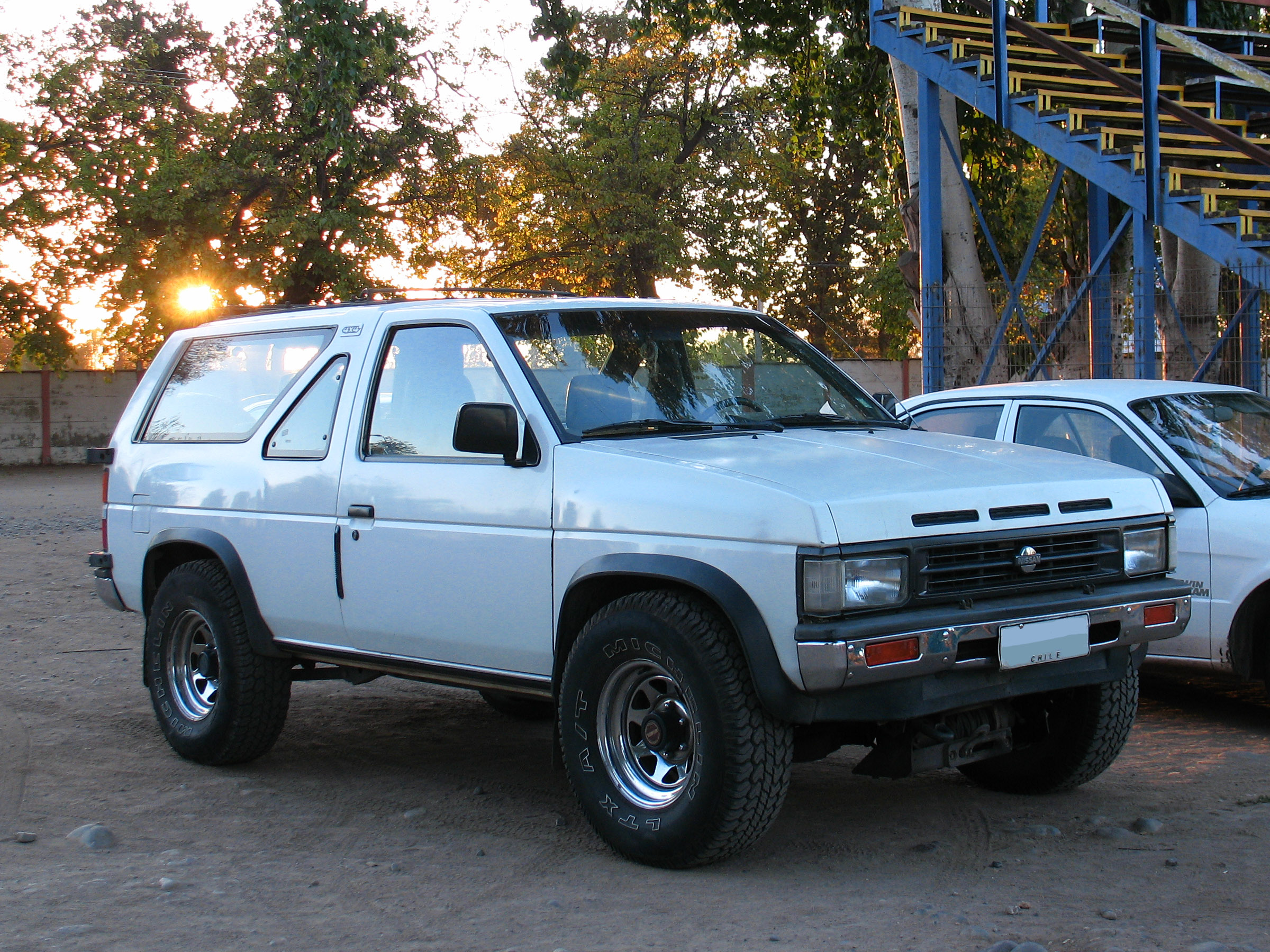
Nissan Terrano WD21

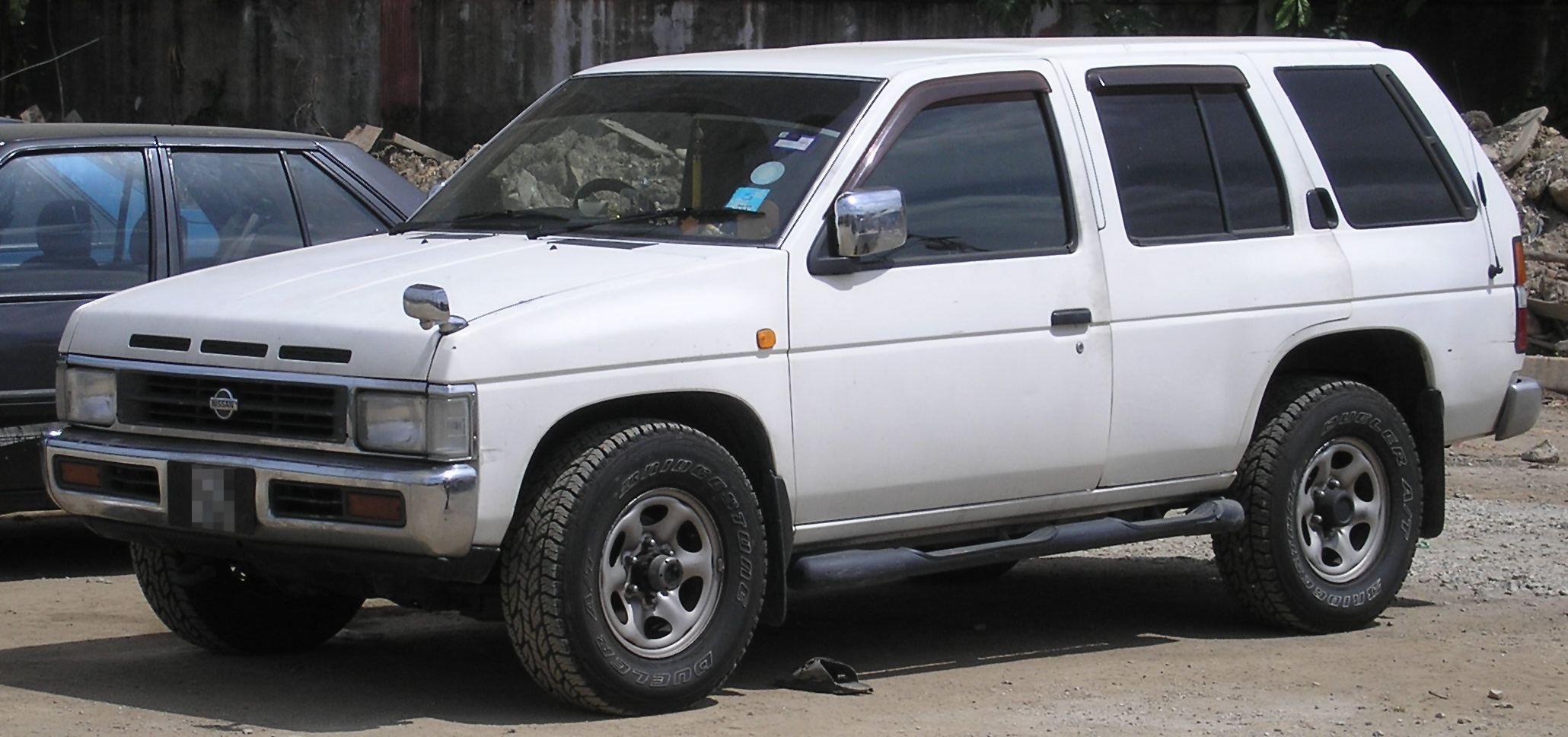
Nissan Terrano WD21

Влітку 1986 року на зміну пікапу Nissan 720 (до 1983-го його продавали під маркою Datsun) в США і Японії прийшов Nissan D21. І майже відразу з'явився позашляховик серії WD21 на тому ж шасі. Основу конструкції складали потужна рама, передня підвіска автомобіля — двохважільна, торсіонна, замість листових ресор в задній підвісці були застосовані пружини від більшого позашляховика Nissan Patrol і нероз'ємна балка. Трьохдверка з незвичайним трикутним віконцем за дверима в США називалася Pathfinder, а в Японії — Terrano, що в перекладі з японського приблизно означало «автомобіль, здатний вільно пройти навколо Землі».
Машина оснащувалася або 2.4 л Р4, або 3.0 л V6, які комплектувалися як 5-ст. механічною, так і 4-ст. автоматичною трансмісіями.
Terrano комплектується повнопривідною трансмісією типу part-time. Основний привід задній, а при необхідності підключається передній міст. У задньому мосту у більшості машин присутня диференціал підвищеного тертя — LSD, який у важких дорожніх умовах можна заблокувати. Була і роздавальна коробка з пониженими передачами.
Підвіска має два рівні жорсткості: спортивний, коли кузов менше крениться в поворотах, і комфортний, коли всі нерівності дорожнього покриття длінноходная підвіска як би не помічає.
У жовтні 1989-го машина отримала незначні оновлення, головне — це п'ятидверний кузов. В Японії її позиціонували як преміальну, вона була багато оснащена. Terrano/Pathfinder встиг проявити себе в спорті, відзначившись і на Баха (Іспанія), і на «Ралі Фараонів», і на всесвітньо відомому марафоні «Париж — Дакар».

### Двигуни
- 2,4 л Z24i Р4 101 к.с.
- 2,4 л KA24E Р4 125 к.с.
- 3,0 л VG30i V6 129 к.с.
- 3.0 л VG30E V6 148 к.с.
- 2.7 л TD272 Р4 дизель 85 к.с.
- 2.7 л TD27T2 Р4 турбодизель 99 к.с.
- 2.7 л TD27T4 Р4 турбодизель 115 к.с.

## Terrano II (R20; 1993—2007)

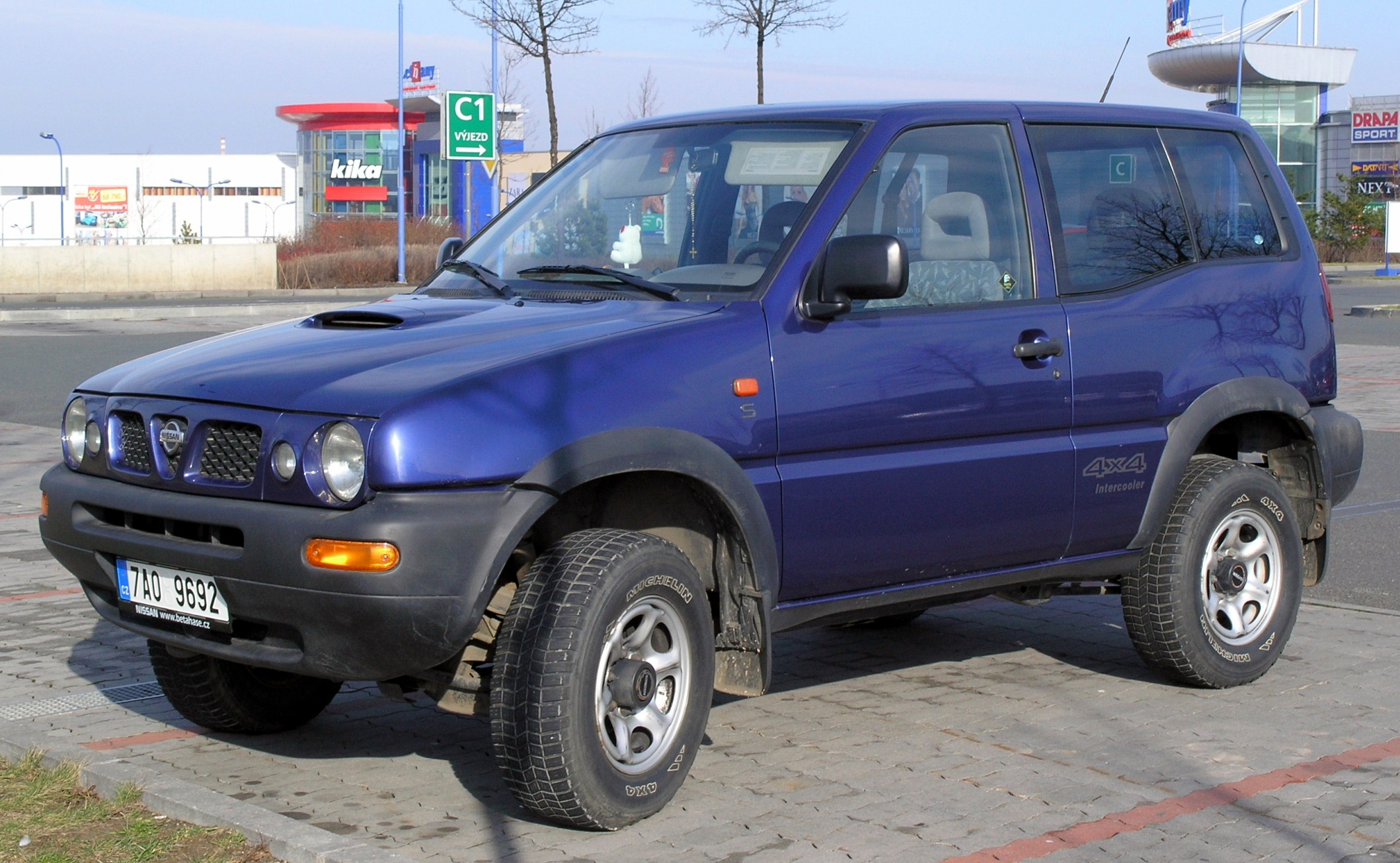
Nissan Terrano R20

Nissan Terrano II виготовлявся з травня 1993 до 2006 року. Створений на базі першого покоління Nissan Terrano, але зі зміненим кузовом і салоном. Відноситься до категорії SUV (автомобіль для активного відпочинку), за іншою класифікацією — позашляховик загального призначення. Модель збиралася в Іспанії. На деяких ринках продавався під назвою Nissan Mistral. Також в ці роки виготовлявся Ford Maverick, розроблений в співпраці з концерном Nissan і практично нічим не відрізняється від Nissan Terrano II.
В основі силової конструкції Terrano II — несуча рама. Підвіска Terrano II вельми короткохідна для позашляховика і тому відрегульована жорстко, що при проходженні серйозних нерівностей (на зразок залізничного переїзду) відгукується ударом по кузову. З'явилися нові газонаповнені амортизатори, що позитивно позначилося на комфорті, а шини попередньої розмірності 235/75 R15 поступилися місцем 16-дюймовим: 235/70 R16. У звичайному, «транспортному» режимі Nissan Terrano II — автомобіль задньопривідний. Якщо потягнути на себе важіль роздавальної коробки, то включиться передній міст (цю операцію рекомендується проводити при швидкості не більше 40 км/год).

### Двигуни
Бензинові
- 2.4 л 124 к.с. (1993−1996)
- 2.4 л 116 к.с. (1996−2000)
- 2.4 л 118 к.с. (2000−2002)

Дизельні
- 2.7 TD 100 к.с. (1993−1996)
- 2.7 TD 125 к.с. (1996−2006)
- 3.0 Di 154 к.с. (1999−2006)

## Terrano (R50; 1995—2002), Terrano Regulus (JR50; 1996—2004)

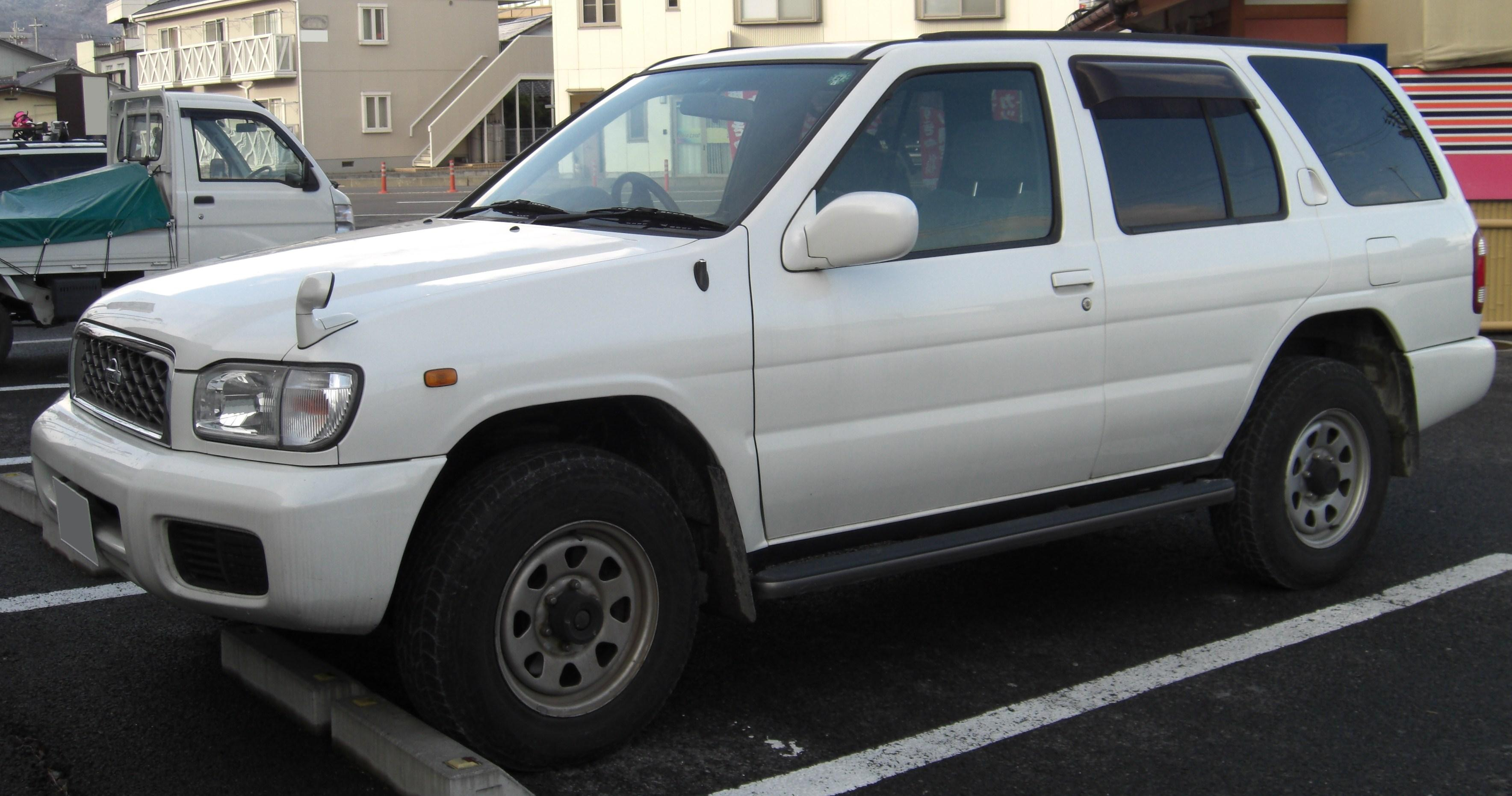
Nissan Terrano R50

У 1996 році в США і Японії з'явився позашляховик другого покоління з несучим кузовом, який отримав внутризаводской індекс R50. В Америці його продавали як Pathfinder, а в Японії — як Terrano Regulus. Тут же представлений і дорожчий близнюк — Infiniti QX4.
Версії Pathfinder/Terrano Regulus (R50) випускали аж до 2004 року. На зміну їм прийшов новий глобальний Pathfinder.

### Двигуни
Terrano (R50)
- 3.0-літровий чотирьох-циліндровий турбодизель з 170 к.с.
- 3.0-літровий чотирьох-циліндровий турбодизель (інтеркулером) з 170 к.с.

Terrano Regulus (JR50)
- 3.2-літровий чотирьох-циліндровий турбодизель (інтеркулером) з 150 к.с.
- 3.0-літровий чотирьох-циліндровий турбодизель з 170 к.с.
- 3.0-літровий чотирьох-циліндровий турбодизель (інтеркулером) з 170 к.с.

## Terrano (з 2013)

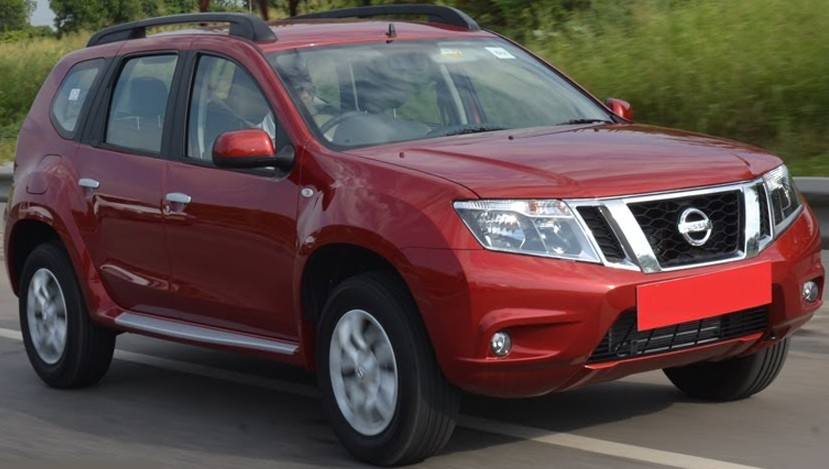
Nissan Terrano для ринку Індії

У серпні 2013 року Nissan представив нове покоління Nissan Terrano для ринку Індії, Румунії та Росії.
Nissan Terrano, як і Renault Duster, побудований на бюджетній платформі В0. Кросовер на 70 % уніфікований з легковиками Logan/Sandero: на його розробку витрачено менше 300 мільйонів євро. Передні стійки McPherson тут з посиленими і довшими, ніж у Логана, важелями. У передньопривідних версій ззаду балка, що скручується, у решти — незалежна конструкція, як у минулого покоління Nissan X-Trail. На задню вісь момент передає електромагнітна муфта GKN від кросовера Nissan Murano.
У список стандартного оснащення Террано входять: дві подушки безпеки, ABS, іммобілайзер, система кріплення дитячих сидінь Isofix, кондиціонер, CD / MP3-аудіосистема з 4 динаміками, AUX- і USB-роз'ємами, Bluetooth, передні склопідйомники. Як додатковими комплектуючими Ви можете оснастити автомобіль регульованим по висоті водійським сидінням і модернізованим рульовим колесом.

### Двигуни
Бензинові
- 1.6 16V 1598 см3 Р4 DOHC 102 к.с. (76 кВт) при 5750 об/хв 148 Нм при 3750 об/хв
- 2.0 16V 1998 см3 Р4 DOHC 142 к.с. (102 кВт) при 5500 об/хв 195 Нм при 3750 об/хв

Дизельні
- 1.5 dCi 1461 см3 Р4 SOHC 86 к.с. (63 кВт) при 4000 об/хв 200 Нм при 1900 об/хв
- 1.5 dCi 1461 см3 Р4 SOHC 110 к.с. (81 кВт) при 4000 об/хв 240 Нм при 1750 об/хв

### Відмінності Nissan Terrano від Renault Duster
- жорсткіша підвіска,
- наявність пластикових розширювачів колісних арок, і, як наслідок, інша форма бризковиків,
- решітка радіатора,
- форма передніх фар,
- форма передніх крил (в області фар і дзеркал),
- форма дверей (в області дзеркал),
- форма переднього бампера і заднього бампера,
- форма задніх ліхтарів (в моделі Renault Duster ліхтарі не заходять на двері),
- зменшені кути в'їзду і з'їзду (через інші бампери),
- інше кольорове оформлення біля бічних вікон,
- закривається центральний бардачок в салоні,
- відсутність повнопривідної версії з автоматичною коробкою перемикання передач.

### Комплектації
- Authentique — базова
- Expression
- Adventure
- Privilege
- Luxe Privilege